# Hornissen-Glasflügler

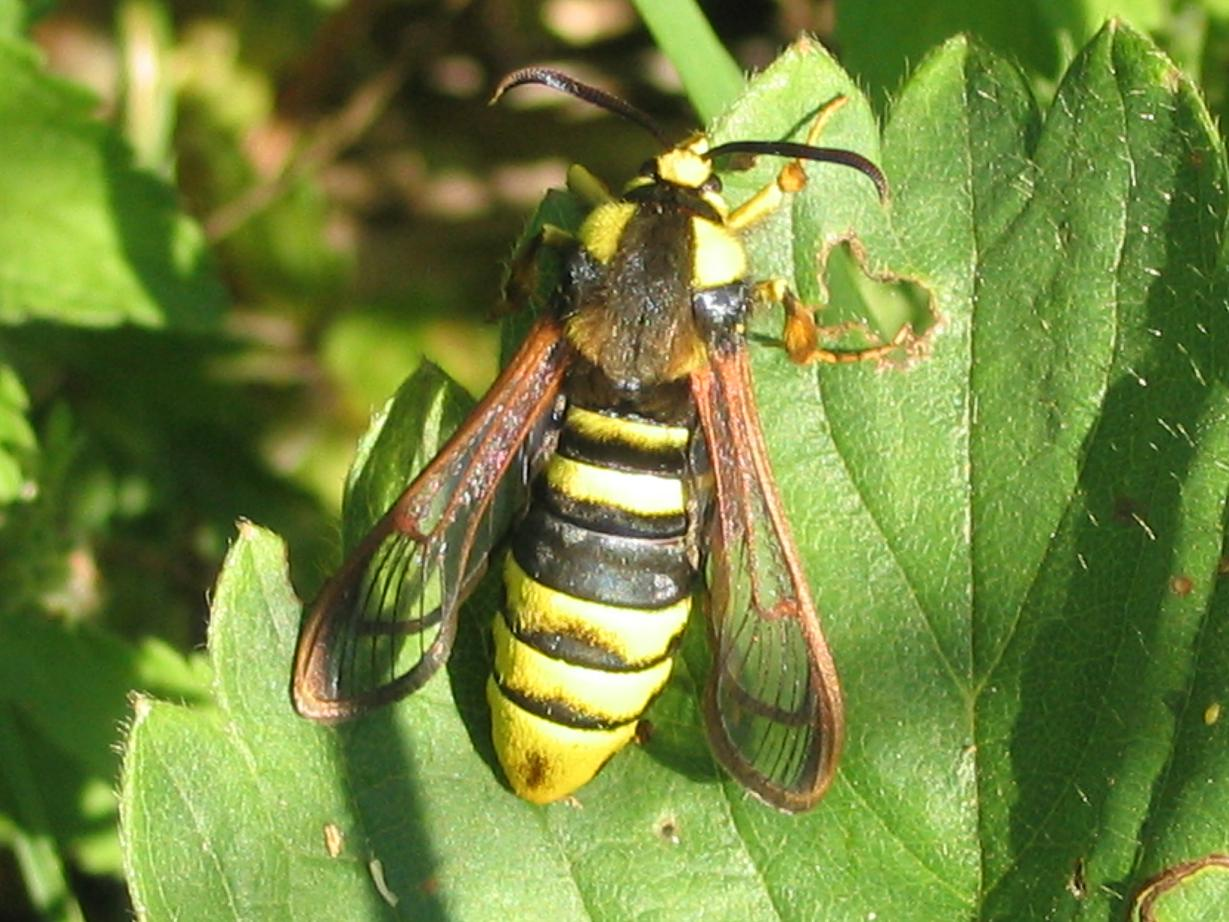
Aufsicht

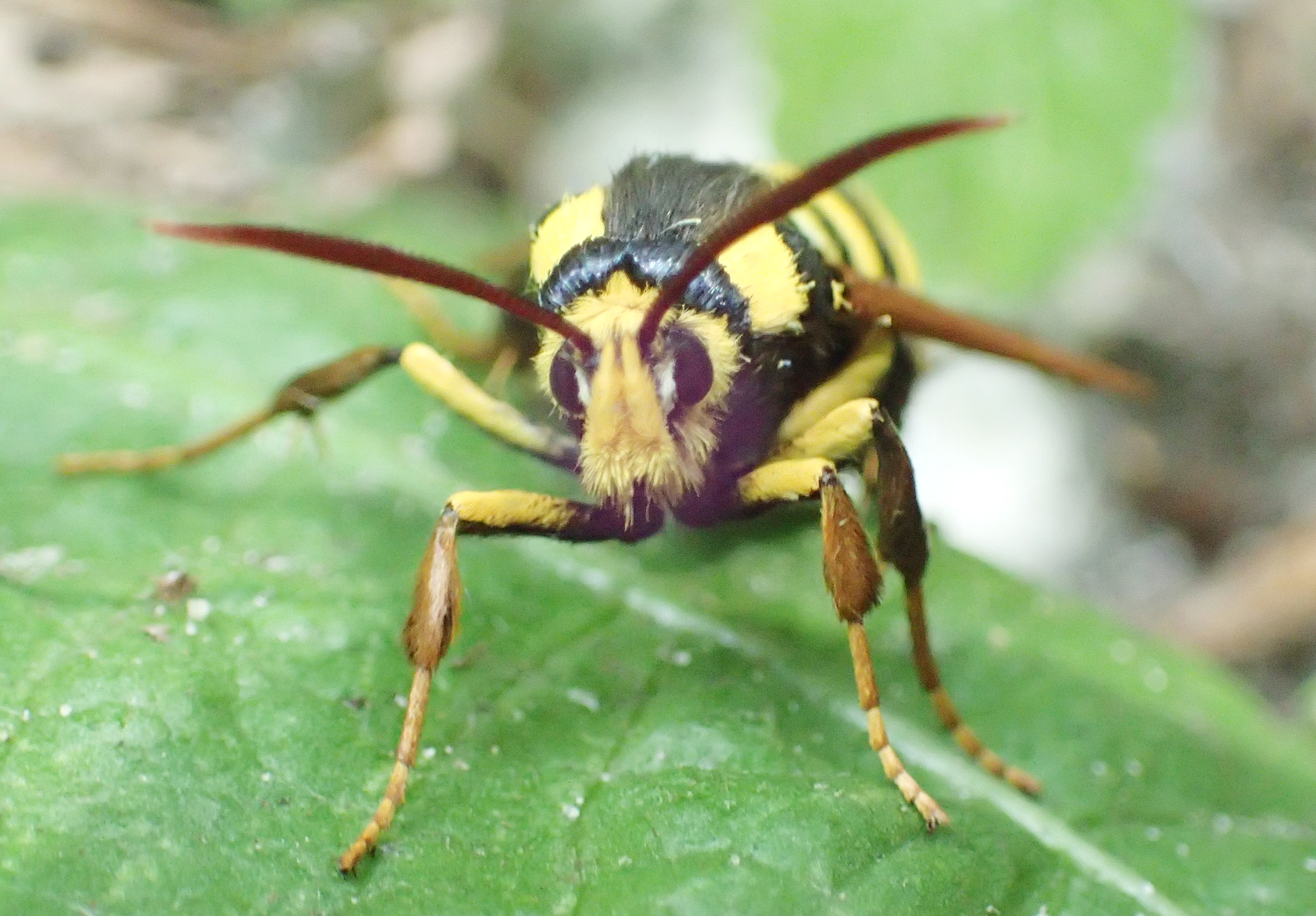
Von vorn

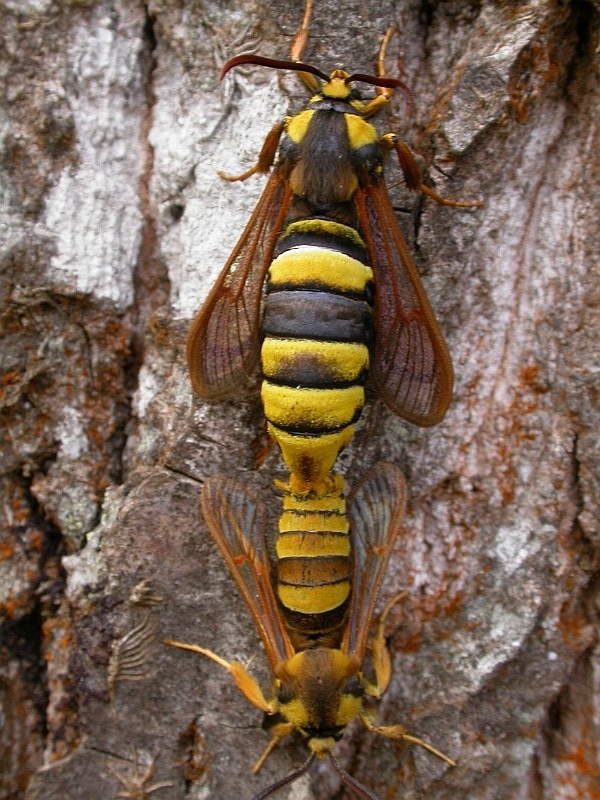
Paarung von Hornissen-Glasflüglern

Der Hornissen-Glasflügler oder Bienen-Glasflügler (Sesia apiformis) ist ein Schmetterling aus der Familie der Glasflügler (Sesiidae).

## Merkmale
Die Falter erreichen eine Flügelspannweite von 30 bis 45 Millimetern. Sie haben größtenteils durchsichtige Flügel, nur die Flügeladern und der Rand sind bräunlich beschuppt. Ihr Hinterleib ist gelb und schwarz geringt, wobei die letzten drei Segmente und ein weiteres weiter vorne am Körper gelb sind, das breiteste Segment in der Mitte des Hinterleibs ist, genauso wie die Nahtstellen zwischen den Segmenten schwarz. Lediglich zwischen dem ersten und zweiten Segment ist diese Naht gelb. Das Unterscheidungsmerkmal zu dem sehr ähnlichen Großen Weiden-Glasflügler (Sesia bembeciformis) sind zwei gelb gefärbte Flecken am Thorax direkt vor dem Flügelansatz, der restliche Thorax ist schwarz.
Der Hornissen-Glasflügler erinnert potentielle Beutegreifer mit seiner Warnfärbung und seinem Verhalten an Hornissen, die ihn deswegen meiden.
Die Raupen werden ca. 50 Millimeter lang. Sie sind weißlich oder gelblich und haben einen dunkelbraunen Kopf und ein nicht ganz so dunkel braunes Nackenschild. Sie tragen sehr vereinzelt, sehr kurze, weiße Haare.

### Ähnliche Arten
- Großer Weiden-Glasflügler (Sesia bembeciformis)

### Synonyme
- Aegeria apiformis[2]
- Sphinx crabroniformis
- Trochilium apiformis[2]
- Sesia crabroniformis

## Vorkommen
Die Tiere kommen in Mitteleuropa häufig, besonders nahe an Gewässern vor. Sie leben in offenem, leicht feuchtem Gelände, wie z. B. an Gewässerufern, mit Beständen ihrer Futterpflanzen.

## Lebensweise

### Flug- und Raupenzeiten
Die Falter fliegen von Ende Mai bis Ende Juli, die Raupen findet man von August bis Mai, wobei sie dazwischen zweimal überwintern.

### Nahrung der Raupen
Die Raupen ernähren sich vom Holz von Zitterpappeln (Populus tremula) und Schwarz-Pappeln (Populus nigra) und von anderen Pappelarten, in deren Stämmen und Wurzeln sie leben. Manchmal findet man sie auch in Weiden wie z. B. in Salweiden (Salix caprea).

### Entwicklung
Die Weibchen legen ihre Eier an der Rinde der Futterpflanzen ab. Die daraus schlüpfenden Raupen bohren sich in die Rinde ein und leben anfangs nur dicht unter dieser. Erst später fressen sie sich tiefer in den unteren Stammbereich und den Wurzeln ein, wobei gegen Ende der Entwicklung, nach drei bis vier Jahren, der Fraßgang wieder zur Rinde hin gefressen wird. Am Ende dieses Ganges wird die Puppenkammer ausgehöhlt, in der dann der Kokon aus Holzspänen und Gespinstfäden gebaut wird. Die Kammer sitzt nur dicht unter der Rindenoberfläche, sie ist nur durch eine membranartige Rindenschicht nach außen hin verschlossen. Die Tiere überwintern in ihrem Kokon und verpuppen sich erst im Frühling. Vor dem Schlüpfen schiebt sich die Puppe, die sehr beweglich ist, mit Hilfe von Dornenkränzen sowohl aus dem Kokon als auch aus der Puppenkammer ins Freie, damit der Falter schlüpfen kann. Die dann für einige Zeit am Stamm sitzenden Falter sind leicht zu erkennen. Zurück bleibt ein  im Durchmesser ca. einen Zentimeter messendes Loch im Stamm, das auch noch lange Zeit später als Austrittsloch des Glasflüglers erkennbar ist.